# 오카다 신이치로
오카다 신이치로(岡田信一郎, 1883년 11월 20일 - 1932년 4월 4일)은 다이쇼·쇼와 초기 활약한 건축가이다.
도쿄 제국대학 건축학과를 졸업한 후 도쿄 미술학교(현 도쿄 예술대학)와 와세다 대학에서 교편을 잡았으며 이마와 지로, 이마이 겐지, 미쓰이 미치오, 요시다 이소야, 무라타 마사치가, 요시무라 쥰조 등 다수한 후진을 육성하였다.
몸이 약하여 외유를 통 가질 수 없었지만 해외의 건축잡지 등을 통하여 근대건축의 동향을 파악하였고 그로 하여 뛰어난 건축평론을 집필하였다.
설계작품에는 철근 콘크리트로써 화풍의장을 표현한 가부키자, 일본 서구양식건축에 있어 최고걸작으로 평가되는 메이지 생명관, 영국풍의 주택건축인 하토야마 회관 등이 있다. 화·양 건축을 막론하여 양건축의 양식을 자유자재 이용한 건축가였다.
이론 면에 있어서는 새로운 시대의 건축표현을 추구하면서도 한편 실작품에서는 과거의 양식을 다수 사용한 것으로서 모더니즘 건축파로부터 언행불일치라고 비판받았다.
메이지 건축의 문화사적 의의가 인정되어 관동대지진으로 대피해를 입은 니콜라이 성당(콘도르 설계) 및 일본적십자사 본사(쓰마기 요리나카 설계)의 수복을 수행하였다.

## 연표
- 1883년(메이지 16년) 도쿄에서 출생. 아버지는 육군약제관 오카다 겐키치(岡田謙吉).
- 1900년 고등사범학교 부속 중학교(현 쓰쿠바다 대학 부속 중학교·고등학교) 졸업.
- 1903년 구제제일고등학교 졸업. 이후 도쿄 제국대학 공과대학 건축학과 입학.
- 1906년(메이지 39년) 대학 졸업. 모토노 세이고, 마쓰이 기타로, 구라이 겐, 이데 가오루, 요코하마 쓰토무 등과 동기. 은사의 은시계를 하사받고 대학원에 진학.
- 1907년 도쿄 미술학교 강사.
- 1908년 일본은행 건축사무 촉탁.
- 1909년 일영박람회 사무를 촉탁받았으나 건강악화로 사임(후임에 마에다 마쓰오토).
- 1911년 와세다 대학 강사(익년 교수)
- 1912년(메이지 45년) 오사카시 공회당 지명설계경기에 참가하여 1등에 당선.
- 1915년 일본적십자사 설계고문. 건축학회 건축조례실시촉진에 관하여 의견서를 제출.
- 1916년(다이쇼 5년) 건축학회 건축조례실행위원에 취임. 이후 건축법규 제정운동에 진력(1919년 도시계획법(구법)과 시가지 건축물법(건축기준법의 전신)이 공포되었음).
- 1923년(다이쇼 12년) 도쿄 미술학교 교수, 건축과 주임.
- 1928년 프랑스 장식미술전람회 위원을 수행.
- 1931년(쇼와 6년) 와세다 대학 사임. 기관지 확장증 병태악화.
- 1932년(쇼와 7년) 서거, 향년 50세(만 48세).

## 주요 작품
- 고마쓰노미야 아키히토 친왕 동상 태좌(小松宮彰仁親王銅像台座, 1912년) - 우에노 공원에 있는 오쿠마 히로시 제작의 동상의 태좌 부분.
- 일본은행 오타루 지점(1912년) - 현 금융자료관. 다쓰노 긴고, 나가노 우헤이지와 오카다의 연명. 오타루시 지정유형문화재.
- 오사카시 중앙공회당(1912년 원안설계) - 설계경기 당선안. 다쓰노 긴고 사무소에서 실시설계를 진행하여 1917년 준공. 국가중요문화재.
- 오사카 다카마시야(1921년) - 지금 존재하는 오사카점과는 별개로서 나가호리바시에 입점. 이후 오피스 빌딩으로 전용되었다. 전화에 휩쓸려 개조된 후의 모습은 원래의 모습과 크게 달라져 있었다. 2007년(헤이세이 19년) 헐렸다.
- 무라카미 기요지 저택(村上喜代次邸, 1922년) - 화관·양관을 병치한 형태의 주택건축. 후에 기업시설이 되어 화관은 주요부분 시부야쿠 구내에 이축.
- 일본적십자사 외래진찰소(1923년)
- 하토야마 이치로 저택(鳩山一郎邸, 1924년) - 현 하토야마 회관. 하토야마와 오카타는 구제중학 시대부터 죽마고우의 관계였다.
- 가부키자(歌舞伎座, 1924년) - 1945년 전화를 당하여 내부가 소실되었다. 중앙 오야마(大屋根)도 같이 파괴되었다. 미술학교 시대의 제자 요시다 이소야의 의장설계로써 복구공사가 시행되었다. 국가등록유형문화재였으나 2010년 헐렸다. 지금 있는 건물은 구마 겐고의 설계로서 요시다 이소야의 외관·내장 의장을 재현해 놓고 있다.
- 아오야마 회관(1924년) - 도쿠토미 소호의 저택 터에 건설. 현재 부재.
- 도쿄부 미술관(1926년) - 후에 도쿄도 미술관. 1975년 지금의 미술관(마에가와 구니오 설계)이 준공되자 뒤미처 헐림.
- 아사노 도서관(1926년) - 구 영주 아사노가에 의해 세워진 도서관(히로시마시 중앙도서관의 전신). 현재 부재.
- 도쿄부립 제일고등여학교(1927년) - 후에 도립 하쿠오 고교. 현재 부재.
- 호국원 구리(護国院庫裏) - 간에이지의 말사. 국가등록유형문화재.
- 가마쿠라 국보관 - 관동대진재 당시 가마쿠라의 사원·신사가 크게 피해를 당한 것으로 문화재 보존을 위해 건설. 국가등록유형문화재.
- 대례기념국산진흥도쿄전람회(大礼記念国産振興東京博覧会, 1928년) - 주요시설 설계.
- 구로다 기념관(1929년) - 서양화가 구로다 세이키의 유산으로써 세워짐. 국가등록유형문화재
- 도쿄부립 제일중학교(1929년) - 후에 도립 히비야 고교. 강당만이 덩그러니 남아 있다 1994년 완전 해체.
- 도쿄 미술학교 진열관(1929년) - 현재 도쿄 예술대학 미술학부 진열관.
- 니콜라이 성당(ニコライ堂) 수선(1930년) - 콘도르의 실시설계 건물이었지만 관동대진재의 이재를 당하여 오카다가 나서 복흥공사를 담당. 교회 측의 의향에 따라 돔과 종루의 디자인을 대폭 변경하였다.[2] 국가중요문화재.
- 하쿠호도(1930년) - 광고대리점 당시 구 본사 빌딩. 2010년 헐림. 건물이 있던 자리에 세워진 테라스 스퀘어의 한구석에 외관을 재현에 두었다.
- 메이지 생명관 - 공사착공 후 오카다의 병태가 악화하여 정초식을 앞두고 서거하였다. 동생 오카다 세이고로(岡田捷五郎)가 직을 넘겨받아 완성하였다. 국가중요문화재.
- 비와호 호텔 - 현 비와호 오쓰관. 화풍의장의 원안이 다 끝나가는 단계에 오카다가 서거하여 동생 세이고로가 설계를 변경하여 착공, 완성하였다. 오쓰시 지정유형문화재. 비록 완성을 보지 못했으나 화풍의장의 댄스홀도 설계하고 있었다.[3]

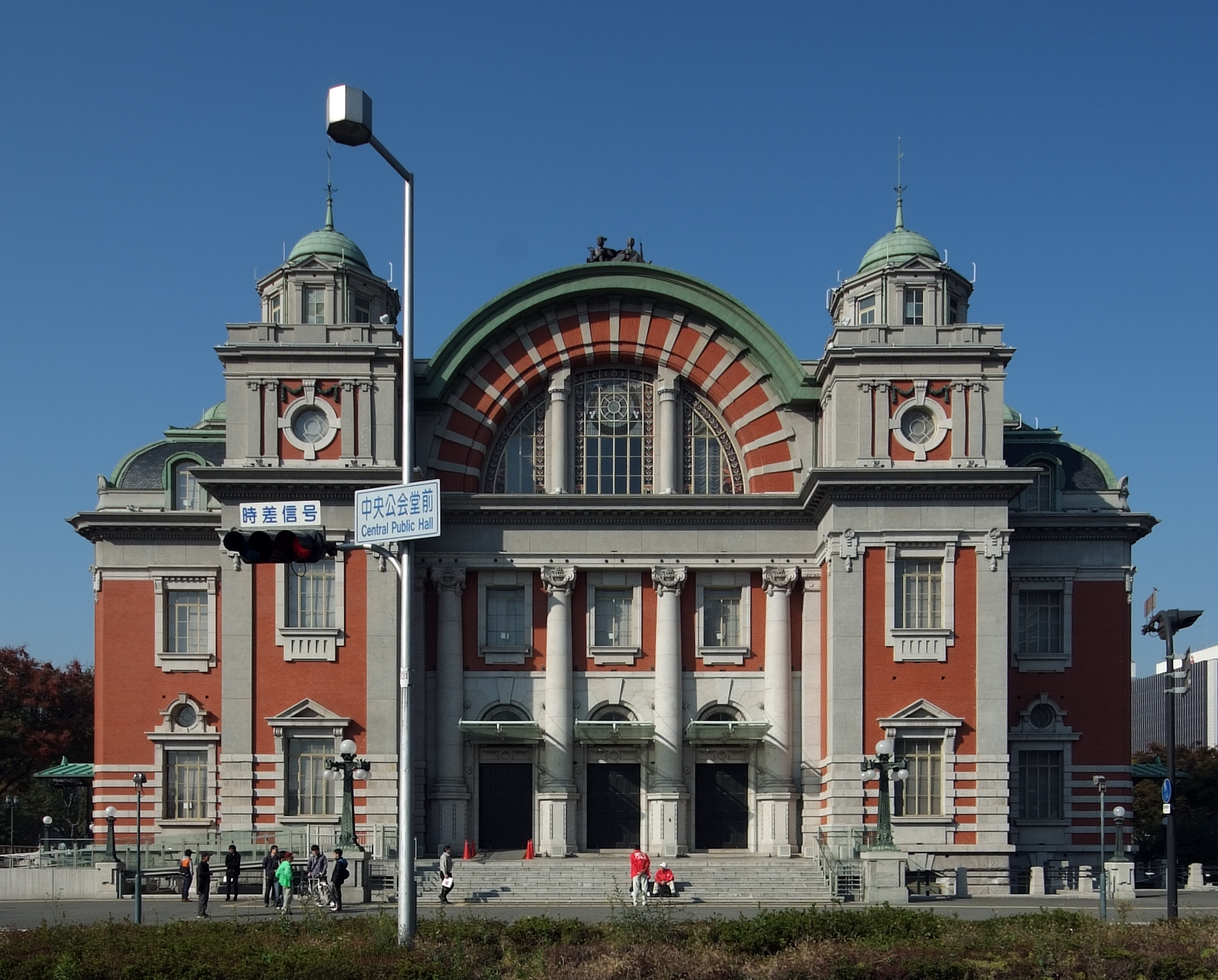
오사카시 중앙공회당
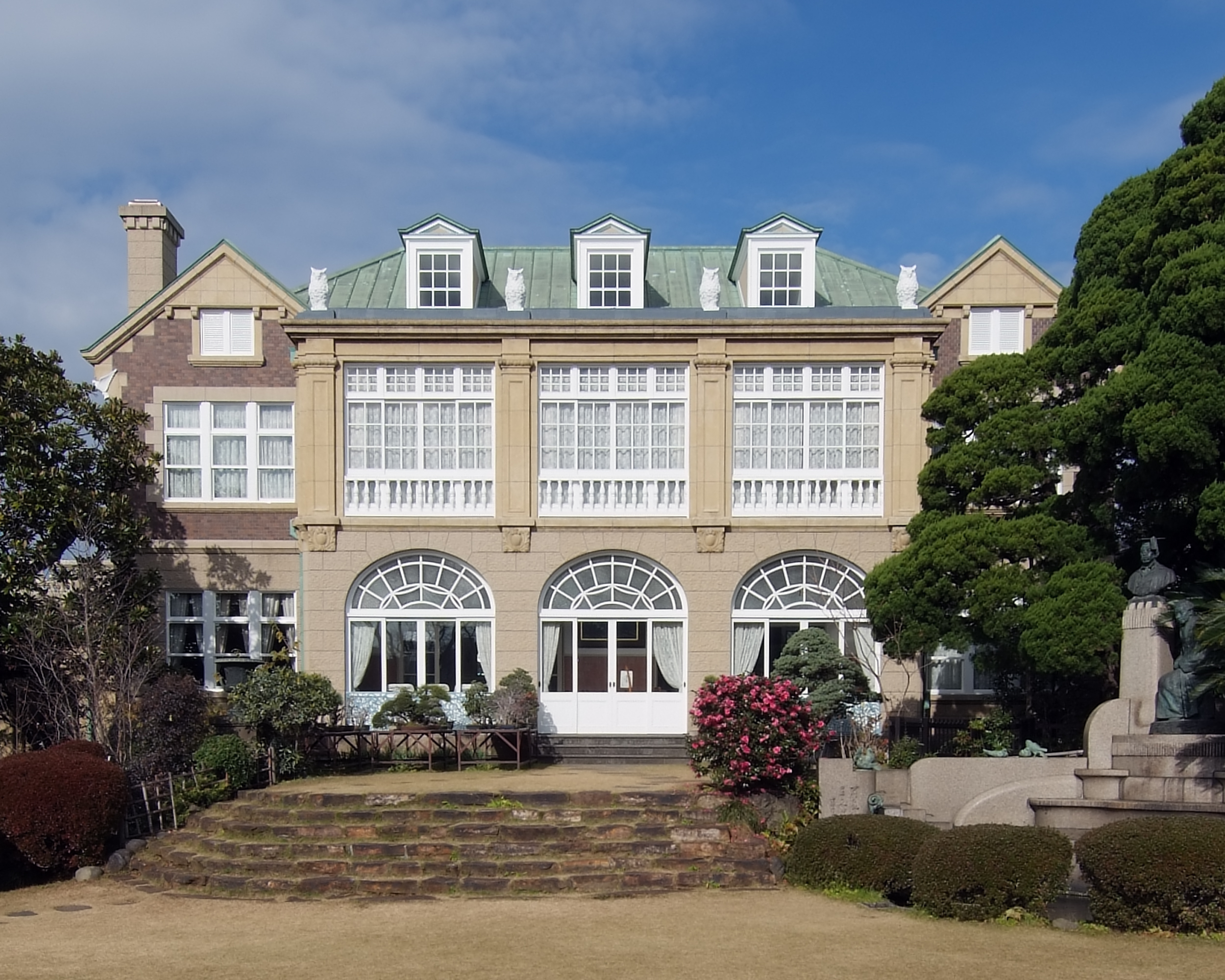
하토야마 이치로 저택(현 하토야마 회관)
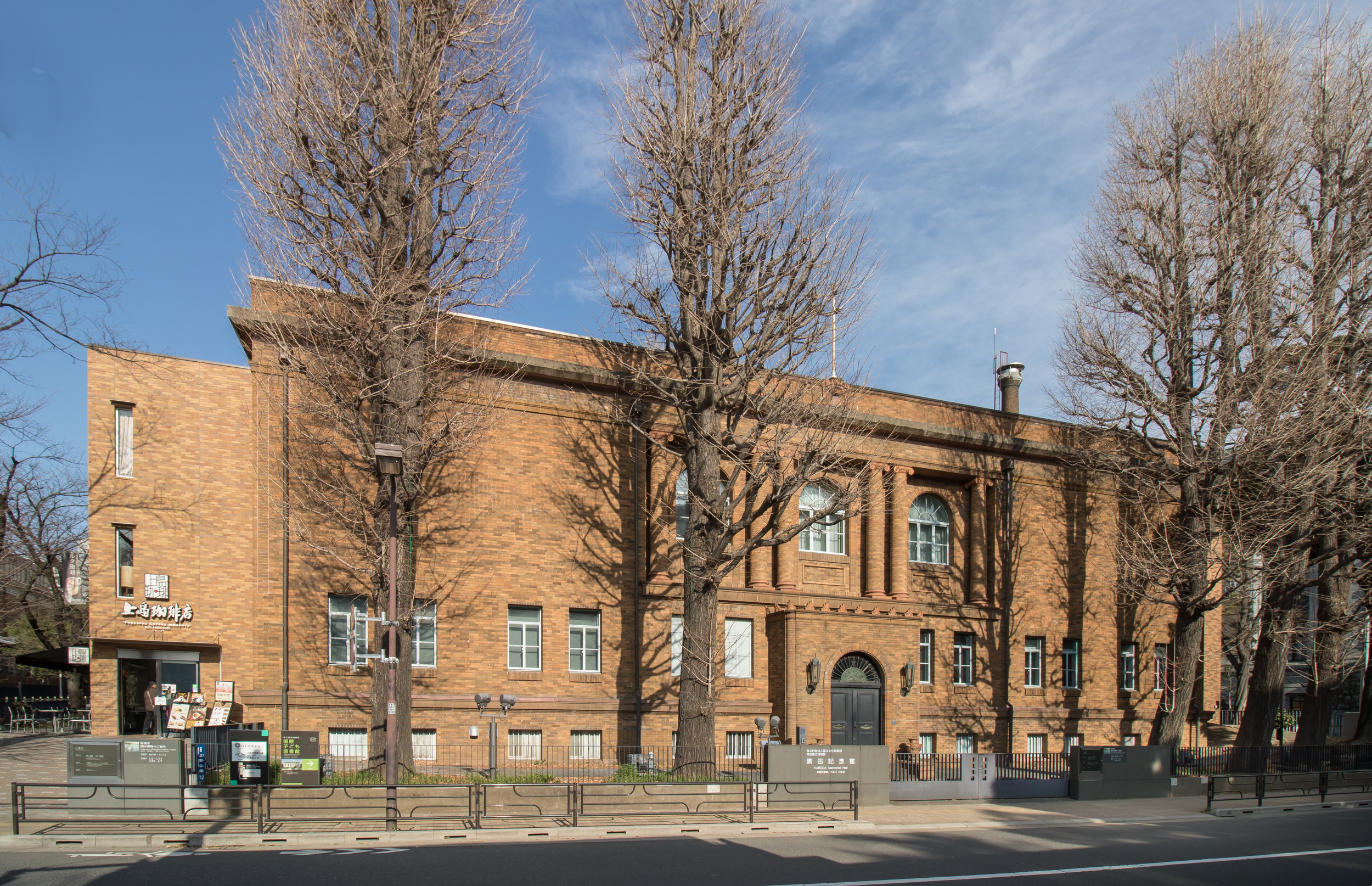
구로다 기념관
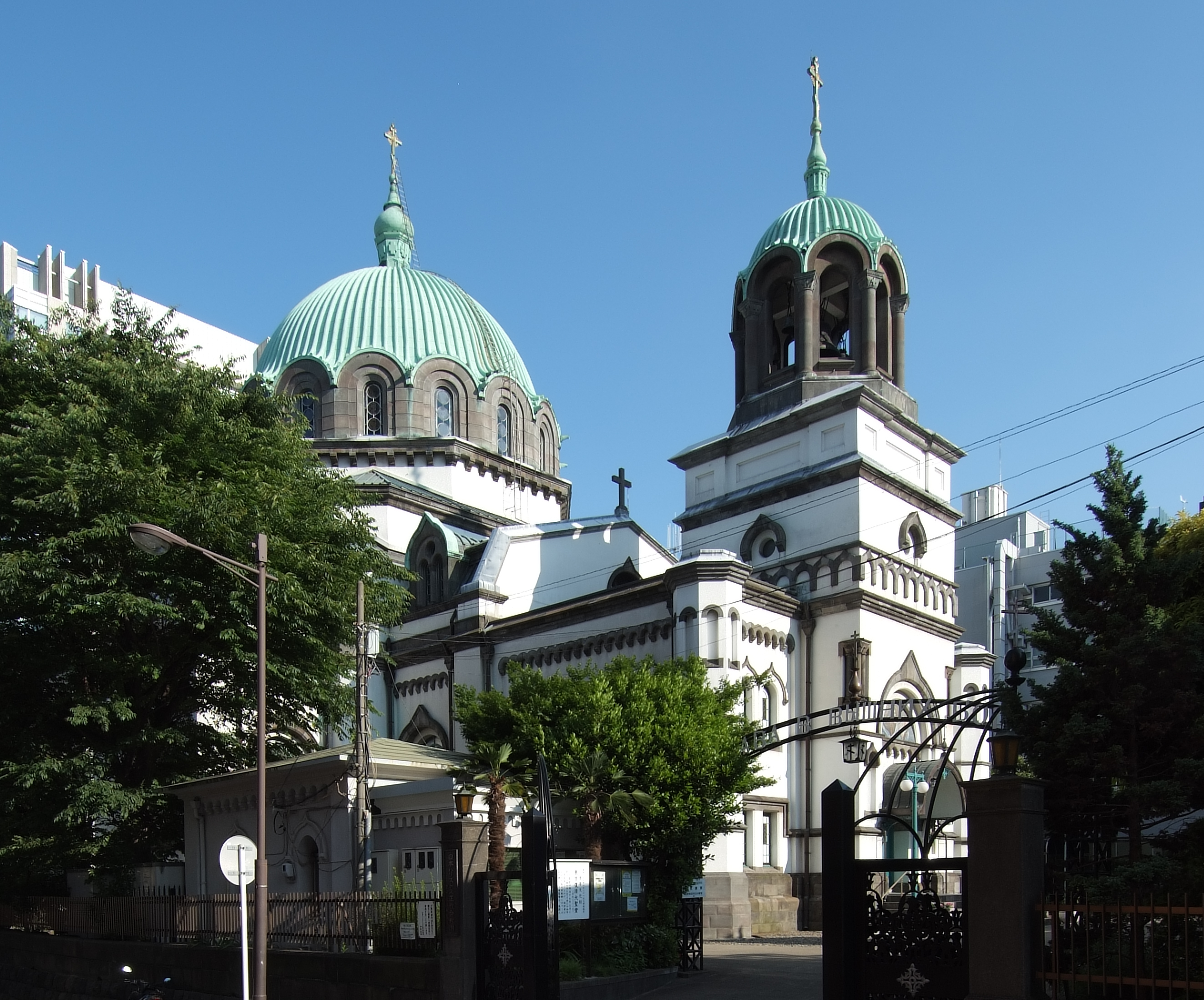
니콜라이 성당
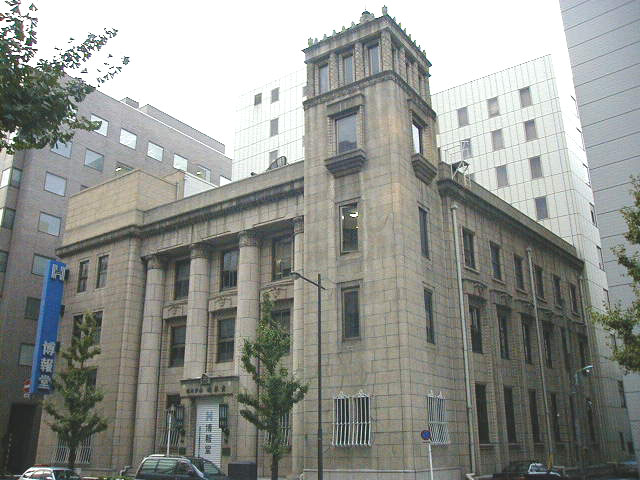
구 하쿠오도 본사
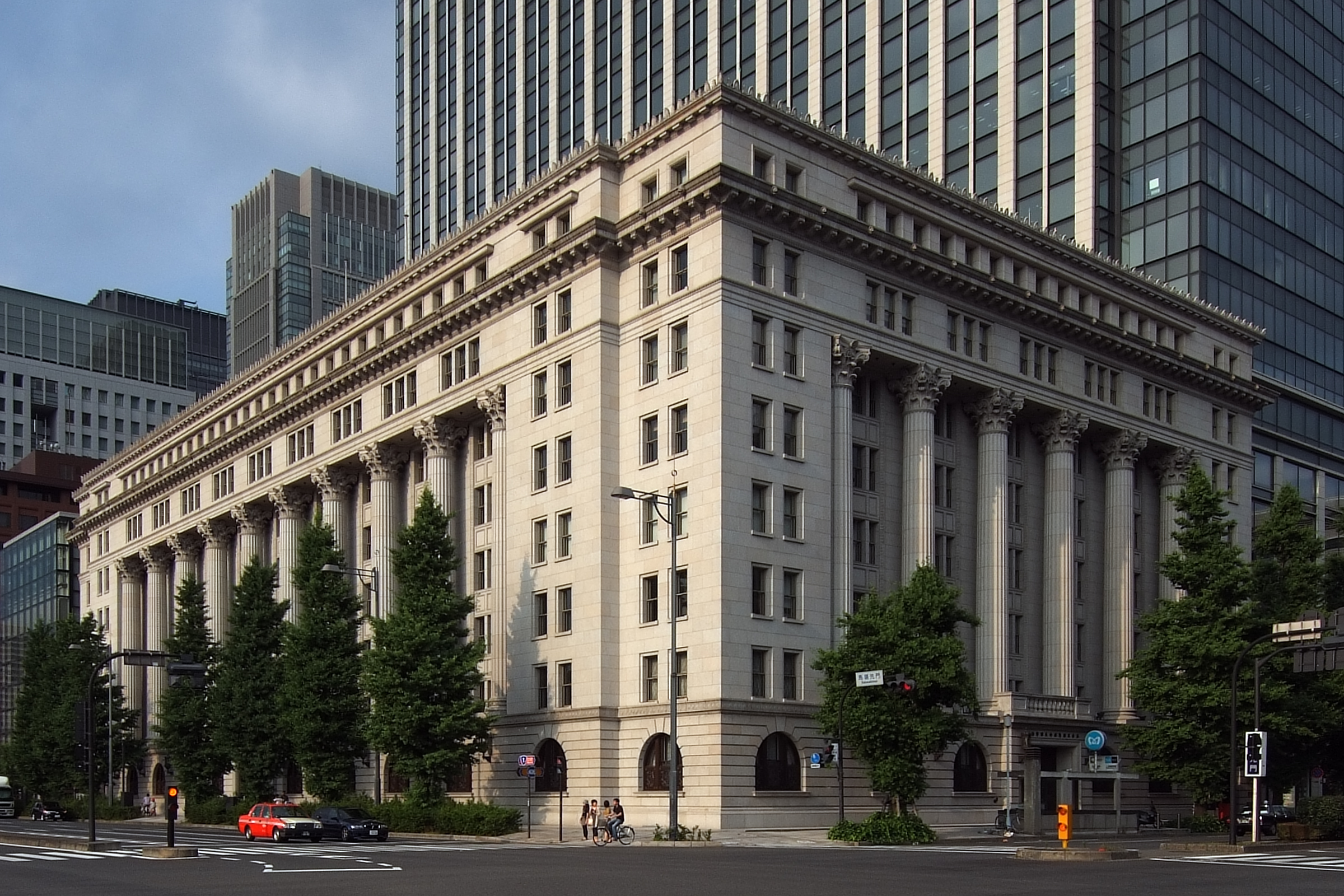
메이지 생명관
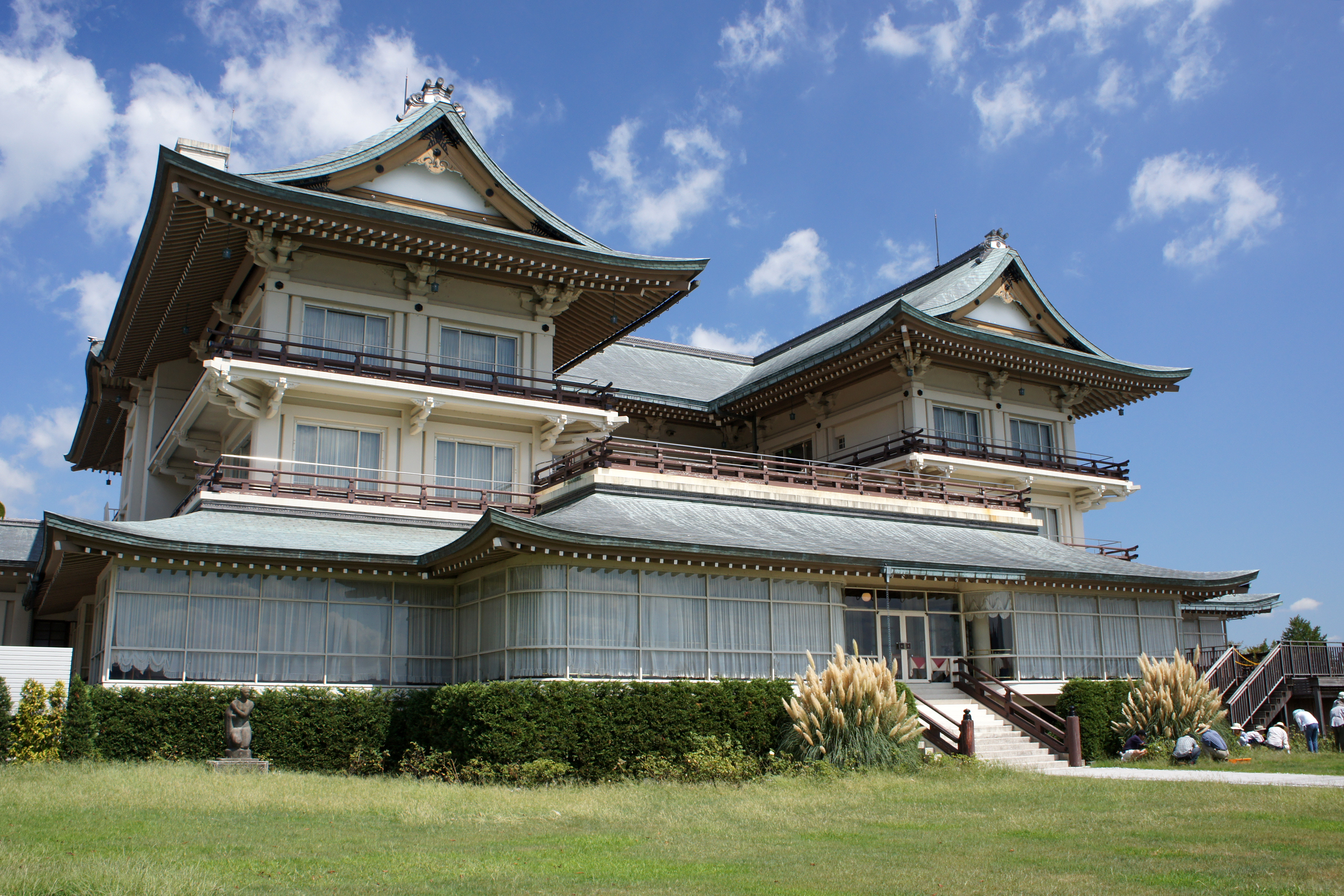
비와호 호텔(현 비와호 오쓰관)